# Морозов, Георгий Алексеевич
Морозов Георгий Алексеевич (2 апреля 1896 — 23 июня 1970) — советский скрипичный мастер, один из создателей советской школы скрипичных мастеров, ученик известного мастера Д. П. Томашова. Работал в Москве. Инструменты Морозова отмечались первыми премиями на всесоюзных конкурсах скрипичных мастеров.

## Биография
Родился 2 апреля 1896 года в селе Кривцово Орловской губернии.
Инструментальному мастерству обучался в 1911—1918 годах в Москве у мастера смычковых инструментов Даниила Порфирьевича Томашова (1875—1926). Работал в 1922—1932 годах в мастерских Государственного института музыкальной науки, Московской консерватории, с 1934 года — в художественно-производственных мастерских Большого театра. 
Видный представитель советской школы скрипичных мастеров, Морозов создал инструменты оригинальной модели. Лучшие из них, отличающиеся высокими звуковыми качествами и тонкой художественной работой, отмечены премиями на всесоюзных и международных конкурсах смычковых инструментов. Г. А. Морозов  славился как первоклассный реставратор и знаток старинных смычковых инструментов.
Умер в Москве 23 июня 1970 года.

## Награды
- Орден «Знак Почёта» (27 мая 1951 года) — за выдающиеся заслуги в развитии советского музыкально-театрального искусства и в связи с 175-летием со дня основания Государственного ордена Ленина Академического Большого театра СССР[3].